# Cynthia Klitbo
Cynthia Klitbo  (Zacatecas, Mexikó, 1967. március 11. –) mexikói színésznő.

## Élete és pályafutása
Szülei dán és mexikói származásúak. Pályafutását 1987-ben kezdte egy szappanoperában. Aztán egy kevés ideig, de szünetet tartott, majd az 1990-es évek közepétől ismét szerepelt telenovellákban, mint például: La Dueña, El Privilegio de Amar, és a La Casa en la Playa, így már Cynthia lett a legismertebb telenovella színésznő. Az El Privilegio de Amar sorozat során egy drámai jelenetben leborotválta a haját, hogy megmutassa milyen antagonista karakter téboly és a vereség. 2005-ben ismét egy telenovellán dolgozott Carla Estrada rendezésével. Még ebben az évben részt vett egy táncos valóságshowban, a Bailando por un Sueñoban (Tánc egy álomért), ami az Egyesült Államok Dancing with the Stars mexikói változata. 2006-ban császármetszéssel megszült egy kislányt, aki az Elisa Fernanda nevet kapta. Cynthia 2009-ben (ő ekkor 42 éves volt) levetkőzött egy magazinnak.

## Filmográfia

### Filmek
- Desnudos (2004)- Berta
- Ladies' Night (2003)-  Victima
- El amor de tu vida S.A. (1996)-  Eugenia
- Morena (1995)-  Maria
- Asalto (1991)-  Elena

### Telenovellák
- Keserű szerelem (2024) – Beatriz San José
- La historia de Juana (2024) – Josefina Sosa de Bravo
- Lalola (2024) – Cirse
- Minas de pasión (2023) – Zaira Pérez
- Secretos de villanas (2022–jelen) – Önmaga
- Mujer de nadie (2022) – Isaura
- Como tú no hay 2 (2020) – Socorro Pérez
- Vészhelyzet Mexikóban (Médicos, línea de vida) (2020) - Carmen Menchaca de Miranda (Magyar hangja: Czirják Csilla)
- El dragón (2019-2020) – Dora Perdomo de Garza
- Hijas de la luna (2018) – Leonora Ruiz de Oropeza
- Mámoros szerelem (Vino el amor) (2016) – Marta Estrada de Muñoz (Magyar hangja: Farkasinszky Edit)
- A múlt árnyéka (La sombra del pasado) (2014) – Prudencia Mendoza de Zapata (Magyar hangja: Andresz Kati)
- De que te quiero, te quiero (2013) – Carmen Garcia Pabuena
- Cachito de Cielo (2012) – Adela "Pachi" Silva de Salazár
- Por ella soy Eva (2012)
- Mujeres Asesinas 3 (2010)  – "Luz, Arrolladora" Luz Mercedes
- Teresa (2010-2011)  –  Juana Godoy de González (Magyar hangja: Kiss Anikó)
- Atrévete a Soñar (2009)  – Bianca
- Palabra de Mujer (2007–2008) –  Delia Ibarra
- Peregrina (2005–2006) – Crazy Abigail
- Velo de novia (2003) – Raquela Villaseñor
- Mi destino eres tú (2000) – Amara Trujillo
- Villa Acapulco (La casa en la playa) (2000) – Paulina Villarreal (Magyar hangja: Majsai-Nyilas Tünde)
- Titkok és szerelmek (El privilegio de amar) (1998–1999) – Tamara de Duval (Magyar hangja: Majsai-Nyilas Tünde)
- Alguna vez tendremos alas (1997) – Rosaura Ontiveros
- La Dueña  (1995) – Laura Castro
- Sueño de amor (1993) – Ana Luisa
- Vida robada (1991-1992) – Leticia
- Cadenas de amargura (1991) – Sofía Gastélum
- Mi pequeña Soledad (1990)
- Megveszem ezt a nőt (Yo compro esa mujer) (1990) – Efigenia "Efi" (Magyar hangja: Csere Ágnes)
- Mi segunda madre (1989) – Leticia
- Amor en silencio (1987) – Aurora
- Cómo duele callar (1987) – Cristina Cisneros
- Vivir un poco (1985)